# AIMP
AIMP (Artem Izmaylov Media Player) es un reproductor de audio freeware para Microsoft Windows y Android, originalmente desarrollado por el programador ruso Artem Izmaylov.

## Historia
El nombre AIMP era originalmente una abreviatura y proviene del inglés, Artem Izmaylov Media Player. Sin embargo, según Izmailov, actualmente AIMP se ha convertido en un nombre propio, ya que el trabajo en el proyecto está a cargo de todo un grupo de desarrolladores. La primera versión de AIMP, apodada "AIMP Classic", fue lanzada el 8 de agosto de 2006. AIMP se basó inicialmente en la biblioteca de audio BASS.
La versión 3 agregó un nuevo motor de audio y soporte completo para ReplayGain, y renovó los efectos de transparencia de la interfaz de la biblioteca de música.
El 8 de agosto de 2015 se lanzó la primera versión beta de AIMP4. La nueva versión ha actualizado la interfaz con Waveform-Navigator, una biblioteca de música integrada en el reproductor, así como soporte para listas de reproducción inteligentes.
El 22 de diciembre apareció en el sitio una versión de Linux basada en el emulador Wine.
A partir de la versión 4.12, las asociaciones de archivos ya no funcionan correctamente en Windows XP. El desarrollador explica esto por la irracionalidad de guardar código para admitir la versión anterior de Windows.

## Características[6]
AIMP puede reproducir 44 formatos de audio, incluyendo MP3, Advanced Audio Coding (AAC),APE, Dolby AC-3, Ogg Vorbis, Opus, Speex, Windows Media Audio, Apple Lossless, FLAC, WAV y Audio CD.
Cuenta con un conversor de audio incorporado le permite convertir música de una amplia variedad de formatos a los populares MP3, WAV, WMA, OGG, AAC, etc. con codificación multiproceso.
Posee capacidad para copiar CD de audio ( CDA ) a MP3, OGG, WAV, WMA, etc. utilizando la utilidad Audio Converter incorporada.
AIMP soporta las interfaces de audio DirectSound, ASIO, WASAPI / WASAPI Exclusiva y utiliza procesamiento de audio de 32 bits para su ecualizador de 20 bandas y efectos de sonido integrados (Reverberación, Flanger, Chorus, Pitch, Tempo, Echo, Speed, Bass, Enhancer, Eliminador de Voz).
AIMP incorpora un navegador de radio por internet, y puede reproducir Icecast o estaciones de radio personalizadas. También cuenta con la posibilidad de grabar las estaciones en formato WAV, Vorbis, AAC o MP3. APE, FLAC, Ogg Vorbis, WV, WMA y MP3.
Editor de etiquetas ID3v1, ID3v2, APE, Vorbis, WMA, M4A incorporado, con el que puede editar las etiquetas de los archivos de audio, así como cambiar el nombre de los archivos como un grupo, ordenarlos según una plantilla determinada o aplicar valores de etiquetas a un grupo de archivos.
Soporte completo para ReplayGain (reproducir pistas, analizar pistas).

## Premios
El 6 de septiembre de 2007, el editor de Softpedia Ionut Ilascu, otorgó a AIMP Classic 2.02 Beta una puntuación 4 de 5 estrellas.
Ganador dos veces del “Premio nacional (Rusia) en el campo del software” “Software del año 2007”y “Software del año 2008”
El 6 de noviembre de 2009, CNET dio a AIMP2 un 4 en la clasificación de 5 estrellas.
Tres veces ganador del “Premio nacional (Rusia) de software” “Software del año 2009”, “Software del año 2010” y “Software del año 2011”: en la categoría “Diseño y Multimedia”.
El 23 de septiembre de 2016, el editor de Techradar, Cat Ellis, clasificó AIMP4 en el segundo lugar de los mejores reproductores de música gratuitos de 2016.